# 赵梓森
赵梓森（1932年2月4日—2022年12月15日），广东中山人，光纤通信专家，中国工程院院士。被誉为“中国光纤之父”。第六届全国人大代表。

## 生平
1949年，国立浙江大学农业化学系学习，1950年，上海大同大学电机系学习，1952年，上海交通大学电信系学习，1953年南京、沈阳电信局实习生，1954年，武汉电信学校教师、武汉邮电学院讲师、邮电部528厂工程师，1974年，武汉邮电科学研究院研究室副主任。1976年上半年，在非常简陋的条件下，费尽心血熔炼出200米的石英光纤。1976年3月，邮电部钟夫翔部长在北京举行的“邮电工业学大庆”展览会上看到武汉邮电研究院送展的玻璃丝传输黑白电视图像演示，要求光纤可插拔，赵梓森在展会现场一个星期做出安装对准装置，实现了光纤插拔。邮电部科技司召开光纤通信立项评估会，赵梓森汇报了“采用石英光纤、半导体激光器和编码制式通信机的技术路线”遭到了大多数与会者的反对，但得到了科技司司长李荫苍的支持。后来，国务院科技办公室也采纳了赵梓森的方案。之后，1976年6月3日召开“全国激光科技规划座谈会”，确定激光技术是十年规划的重点项目，光导纤维激光通信是五个重点项目之一，由邮电部和北京市负责。邮电部要求5年突破，10年应用。1982年9月3日武汉光缆通信工程长江大桥光缆敷设任务顺利完成。1984年9月，赵梓森领导的中国最长的一条13公里480路市话光缆通信系统在武汉投入使用（1983年10月通过国家鉴定），提前完成国家规划要求。武汉邮电研究院全院转向光通信。任激光通信研究所所长，院副总工程师，武汉邮电科学研究院副院长兼总工程师。1995年，获选中国工程院信息与电子工程学部院士。
2022年12月15日14时29分，在武汉病逝，享年90岁。